# Sterna virgata
Sterna virgata là một loài chim trong họ Laridae.